# Mama Lorraine
Mama Lorraine ist ein Lied des deutschen Schlagersängers G. G. Anderson. Das Stück war die erste Singleauskopplung aus seinem Debütalbum Always and Ever. Die Musik und der englische Text wurden von Uwe Busse, Bernd Dietrich und Gerd Grabowski geschrieben.

## Entstehung und Artwork
Geschrieben wurde das Lied von Uwe Busse, Bernd Dietrich und Gerd Grabowski. Produziert wurde die Single eigens von Bernd Dietrich. Arrangiert und dirigiert wurde das Lied unter der Leitung von Jürgen Ehlers. Die Single wurde unter den Musiklabels Hansa und Hansa International veröffentlicht und durch den Meisel Musikverlage vertrieben. Aufgenommen wurde die Single durch Ariola. Auf dem Cover der Maxi-Single ist – neben Künstlernamen und Liedtitel – G.G. Anderson in weiß gekleidet stehend vor einem blauen, in die Jahre gekommenen Garagentor zu sehen. Fotografiert wurde das Coverbild von Bernd Dietrich.

## Veröffentlichung und Promotion
Während eines Interviews mit Kim Fisher – in der MDR-Talkshow Riverboat vom 4. Oktober 2019 – sprach Anderson darüber, dass Mama Lorraine zunächst ein „liegengebliebener Titel“ gewesen sei. Vergeblich habe er den Titel dem deutschen Musikproduzenten Frank Farian für Boney M. anzubieten versucht. Dieser beschrieb das Stück in der Demoversion von Anderson als „Superhit!“, jedoch nicht für seine Projekte; hingegen riet er Anderson dazu, den Titel selbst zu veröffentlichen. Schließlich erschien Mama Lorraine im April 1981 als 7″-Single in Deutschland und den Niederlanden. Drei Monate später folgte die Veröffentlichung einer 12″-Single. Die Maxi-Single beinhaltet neben der Radioversion von Mama Lorraine das Lied Baby I Hear You Crying in the Night als B-Seite.
Um das Lied zu bewerben, folgten im August 1981 ein Liveauftritt in der ZDF-Musiksendung disco sowie einige Medleys, in denen Mama Lorraine enthalten war.

## Mitwirkende
Liedproduktion
- G. G. Anderson (Gerd Grabowski): Gesang, Komponist, Liedtexter
- Uwe Busse: Komponist, Liedtexter
- Bernd Dietrich: Fotograf (Cover), Komponist, Liedtexter, Musikproduzent
- Jürgen Ehlers: Arrangement, Dirigent

Unternehmen
- Ariola: Tonstudio
- Hansa: Musiklabel
- Hansa International: Musiklabel
- Meisel Musikverlage: Vertrieb

## Charts und Chartplatzierungen
Mama Lorraine erreichte in Deutschland Position zehn der Singlecharts und konnte sich insgesamt drei Wochen in den Top 10 sowie 22 Wochen in den Charts halten. Außerhalb Deutschlands konnte sich die Single noch in Belgien platzieren, wo sie in fünf Chartwochen Position 15 erreichte. Mama Lorraine platzierte sich in den deutschen Single-Jahrescharts von 1981 auf Position 60.
Für Anderson als Interpret war dies der erste Charterfolg in den deutschen Singlecharts und der einzige Top-10-Erfolg. In Belgien war es nach African Baby der zweite und letzte Charterfolg in den Singlecharts.

## Coverversionen

### Coverversion von Andrea Jürgens
Das deutschsprachige Stück war die zweite Singleauskopplung aus Andrea Jürgens’ viertem Studioalbum Mama Lorraine. Die Übersetzung des Stücks erfolgte durch Michael Kunze. Produziert wurde die Single von Jack White. Arrangiert und dirigiert wurde das Lied unter der Leitung von Jo Plée. Das Lied wurde unter dem Musiklabel Ariola veröffentlicht und durch Intro und den Youngster Musikverlag vertrieben. Auf dem Cover der Maxi-Single ist – neben Künstlernamen und Liedtitel – Andrea Jürgens zu sehen. Fotografiert wurde das Coverbild von Claus Kranz.
Die Erstveröffentlichung erfolgte im August 1981 als 7″-Single. Die Single beinhaltet neben Mama Lorraine das Lied Für den Frieden dieser Welt als B-Seite. Um das Lied zu bewerben, folgten 1981 Liveauftritte in der ZDF-Hitparade. Jürgens’ Interpretation erreichte in 21 Chartwochen Position elf der deutschen Singlecharts. Für sie war dies der sechste Charterfolg in Deutschland.

### Weitere Coverversionen
- 1981: Katri Helena (Finnische Version: On hienoa olla ihminen)